# Словообразование в нидерландском языке
Словообразова́ние в нидерла́ндском языке́ (нидерл. afleiding, derivatie) построено главным образом на двух наиболее продуктивных способах — на аффиксации и словосложении. Остальные способы словообразования нидерландского языка (конверсия, аббревиация и ряд других) являются намного менее продуктивными.

## Аффиксация
Формирование новых (производных) слов способом аффиксации происходит за счёт присоединения словообразовательных аффиксов к основе производящего слова. Например, имя прилагательное roodachtig «красноватый» образуется от производящего слова rood «красный» путём прибавления к нему аффикса -achtig. Наиболее распространённым в нидерландском языке является суффиксальное словообразование. 

### Суффиксация
Многообразие моделей словообразования имён существительных, образованных при помощи суффиксов, может быть представлено по группам и категориям исходя из общности семантики, объединяющей производные слова с одинаковым суффиксом или группой суффиксов. Так, например, имена существительные, называющие лиц мужского пола, представителей тех или иных религий, учений, профессий и т. п., объединяются суффиксами -aar, -er, -aard, -erd, -ier, -ist, -aan, -ant, -ent и т. п. (leraar «учитель», winnaar «победитель», manager «менеджер», gierigaard «скупец», goeierd «хороший парень», scholier «школьник», tuinier «садовник», organist «органист», muzikant «музыкант»), а имена существительные, называющие лиц женского пола, представительниц профессий, образованных от наименований лиц мужского пола и т. п., объединяются суффиксами -es, -ster, -in, -e, -egge и т. п. (lerares «учительница», prinses «принцесса», naaister «швея», typiste «машинистка»,  studente «студентка», dievegge «воровка»), или же, например, имена существительные, обозначающие качество, состояние, включают производные с суффиксами -eid, -te, -ide, -dom, -schap (wijsheid «мудрость», vrijheid «свобода»). Одной из особенностей нидерландского языка является распространение уменьшительного суффикса (выражающего также экспрессивность) -je с вариантами -(e)tje, -pje. 
У имён прилагательных, созданных суффиксальным способом, выделяют такие основные семантические группы производных, как слова, образованные от имён существительных с обозначением их качества (с суффиксами -ig/-erig, -eijk/-elijk: zondig «грешный», erbarmelijk «бедный»); слова, образованные от основ абстрактных и конкретных имён существительных, а также от географических названий и т. п. (с суффиксами -isch, -s, -iek: kritisch «критический», tiranniek «тиранический», uniek «уникальный»); слова, обозначающие обладание каким-либо признаком, а также сходство одного предмета с другим (с суффиксами -achtig, -haftig: krijgshaftig «воинственный»); слова, обозначающие отсутствие того или иного качества (с суффиксом -loos: hopeloos «безнадёжный») и т. д.
У глаголов в нидерландском языке в отличие от имён существительных и имён прилагательных суффиксация имеет значительно меньшее значение, чем префиксация. Хотя с помощью некоторых суффиксов образуется сравнительно большое число глаголов, например, с помощью суффиксов -ig- (pijnigen «мучить», bevredigen «удовлетворять») и -er- (proberen «пробовать»).
При образовании наречий аффиксы используются достаточно редко. Одним из таких случаев является, в частности, использование суффиксов -lijk и -jes, которые отличают наречия, образованные с их помощью от однокоренных имён прилагательных: gewoonlijk «обычно» — gewoon «обычный, простой», zachtjes «осторожно» — zacht «мягкий, тихий».

### Префиксация
Префиксация является наиболее продуктивным способом образования глаголов. К самым распространённым префиксам (так называемым неотделимым приставкам), от которых производятся глаголы, относятся ver- (с большим числом значений: verafgoden «боготворить»), ont- (со значением перехода из одного состояния в другое, лишения чего-либо, начала действия: ontbranden «загореться»), her- (со значением повторяемости действия: herwaarderen «переоценивать»), be- (со значением завершённости или предельности: begaan «совершить») и т. д.
Для имён существительных и имён прилагательных словообразование с помощью приставок менее значимо, чем суффиксальное словообразование. Из наиболее продуктивных префиксов отмечаются префикс ge-, образующий собирательные имена существительные, и префикс on-, образующий имена прилагательные со значением отрицания: onaandachtig «невнимательный».
Как и в других языках мира в нидерландском широко используются префиксы греческого и латинского происхождения: pr(a)e-, ana-, kata-, anti-, pro-, de-, in-, inter-, peri-, mega-, hyper-, super-, contra- и т. д.

## Словосложение
Способ образования новых сложных слов путём словосложения чаще всего отмечается в нидерландском языке у имён существительных и имён прилагательных: godsdienst «религия», godgeklaagd «скандальный». Выделяют три структурных типа сложных слов у данных частей речи — полносложные, неполносложные и сложнопроизводные. Преобладающим отношением между основами сложных слов имён существительных и имён прилагательных является подчинение, например, в слове из трёх основ vrijgezellenbelasting «налог на холостяков» — (vrij + gezel) + belasting «налог». 
Образование словосложением глаголов в сравнении с образованием этим же способом имён существительных и имён прилагательных распространено несколько реже. Подчинённым элементом при словосложении у сложных глаголов являются основы имён существительных, имён прилагательных, наречий, а также предложные конструкции: plaatsvinden «иметь место», overdrijven «перегонять», thuiskomen «возвращаться домой». Часто встречаются сложные глаголы с приглагольными наречными элементами aan «у, на», achter «за, позади», af «с, до», bij «у, подле», heen, los, na и т. п. типа afbinden «развязать»,  afvegen «сметать», aanlanden «причаливать», bijschrijven «приписывать», heenlopen «уходить, убегать». Ряд наречных элементов, таких, как door «через, сквозь», mis, om, onder, over, vol, voor образуют со сложными глаголами неделимое целое, по существу превращаясь в префиксы.

## Конверсия
Как образованные при помощи конверсии рассматриваются слова, произведённые безаффиксным способом. Нередко при таком способе словообразования отмечается чередование гласных в корне: bijten «кусать» → beet «укус, кусок». Безаффиксным способом происходит образование как имён существительных и имён прилагательных от глаголов, так и глаголов от имён: deel «часть» → dellen «делить». 
Одним из сравнительно распространённых видов конверсии в нидерландском языке является субстантивация. Имена существительные при этом образуются от любой части речи:
- от глагольного инфинитива: het zwemmen «плавание»[~ 3] ;
- от имени прилагательного и причастия: het ware «истинное, правда»;
- от местоимения: het eigen ik «собственное я»;
- от междометия: een luid hoera «громкое ура».

## Аббревиация
Образование новых слов путём аббревиации в современном нидерландском языке получило сравнительно широкое распространение. Наиболее употребительными при этом являются буквенные аббревиатуры:
NMBS — от Nationale Maatschappij der Belgische Spoorwegen Национальное общество бельгийских железных дорог, NS — от Nederlandse Spoorwegen Нидерландские железные дороги, CPN — от Communistische Partij van Nederland Коммунистическая партия Нидерландов, ANS — от Algemene Nederlandse spraakkunst Общая нидерландская грамматика. Реже встречаются слоговые аббревиатуры, состоящие из сочетания начальных частей слов: BuZa — от Ministerie van Buitenlandse Zaken Министерство иностранных дел, StuBru — от Studio Brussel Студия Брюссель, Benelux — от België, Nederland, Luxemburg Бенилюкс, а также кратких слов — синонимов более длинных слов, от которых те образованы, типа labo/lab — от laboratorium «лаборатория».

## Морфонологические явления
Дополнительными вспомогательными средствами при словообразовании, сопровождающими присоединение форманта, в нидерландском языке выступают чередование, наращение основы и другие морфонологические явления. Чередование гласных корня сопутствует, в частности, образованию каузативов  (zitten «сидеть» → zetten «сажать кого-либо») и безаффиксных отглагольных имён (buigen «гнуть» → boog «лук»). Наращение основы отмечается, например, при образовании абстрактных имён от некоторых нерегулярных глаголов: doen «действовать» → daad «действие», zien «видеть» → zicht «обзор».